# Quercus serrata
Quercus serrata là một loài thực vật có hoa trong họ Cử. Loài này được Murray miêu tả khoa học đầu tiên năm 1784.

## Hình ảnh

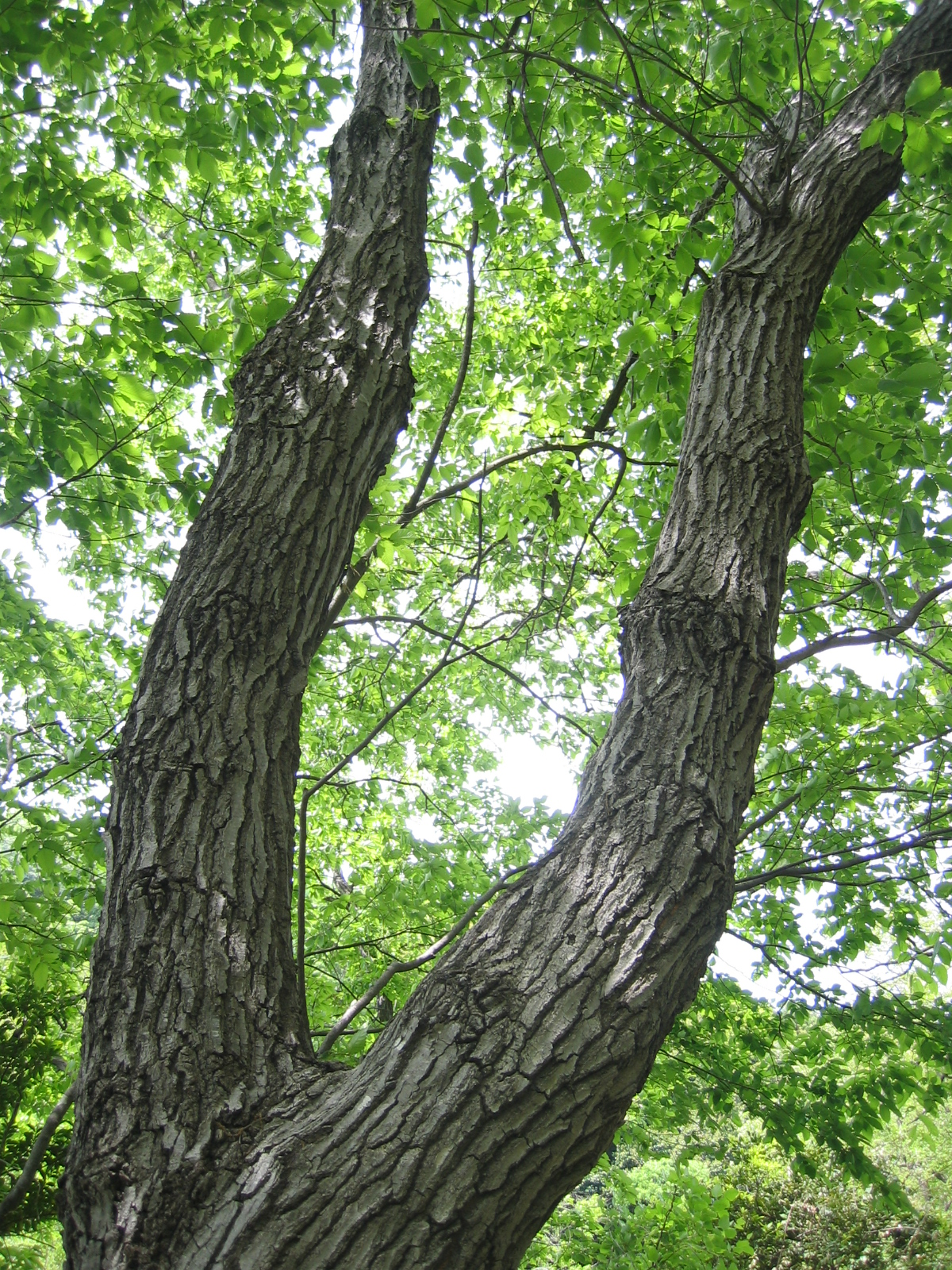
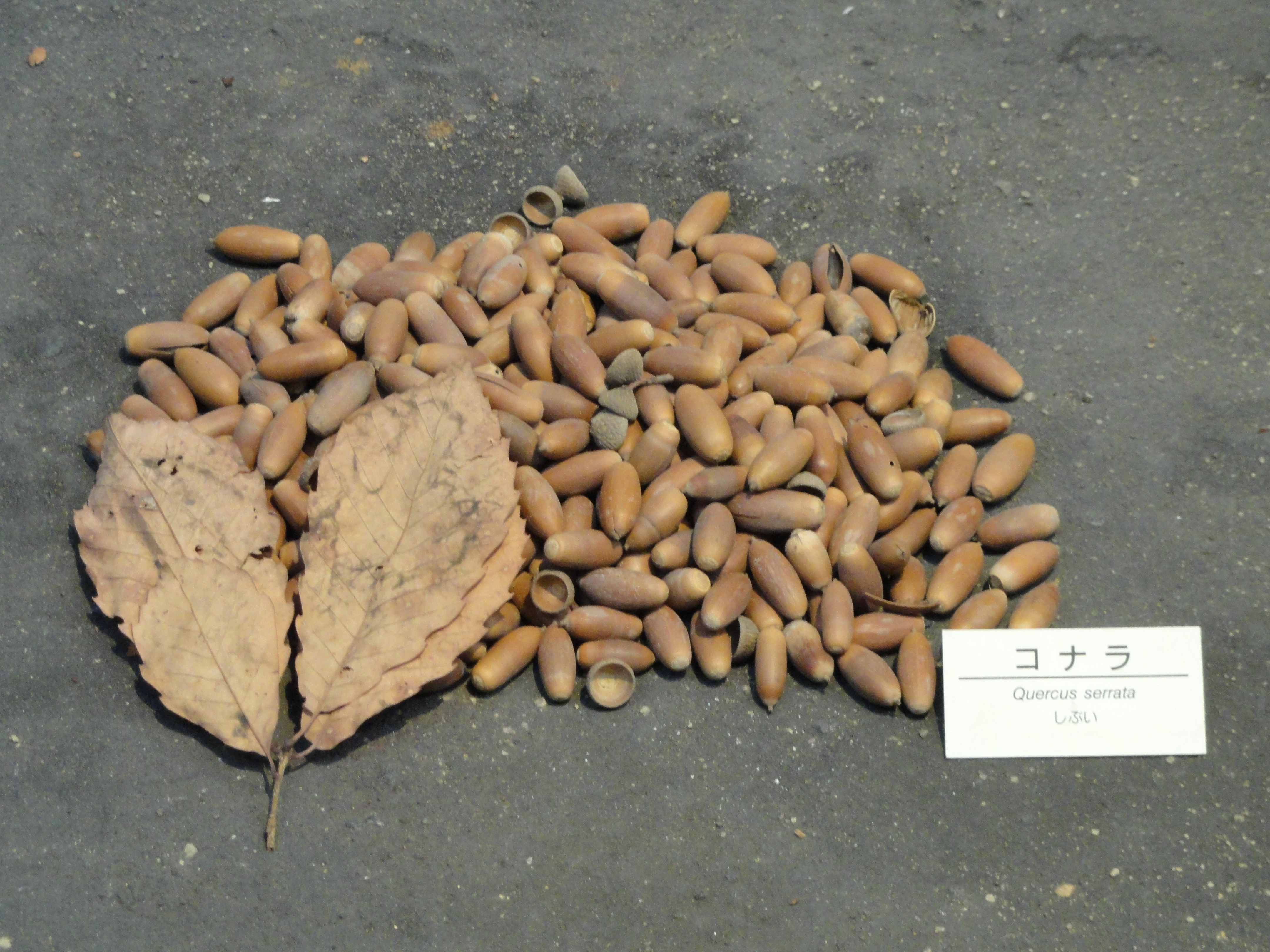
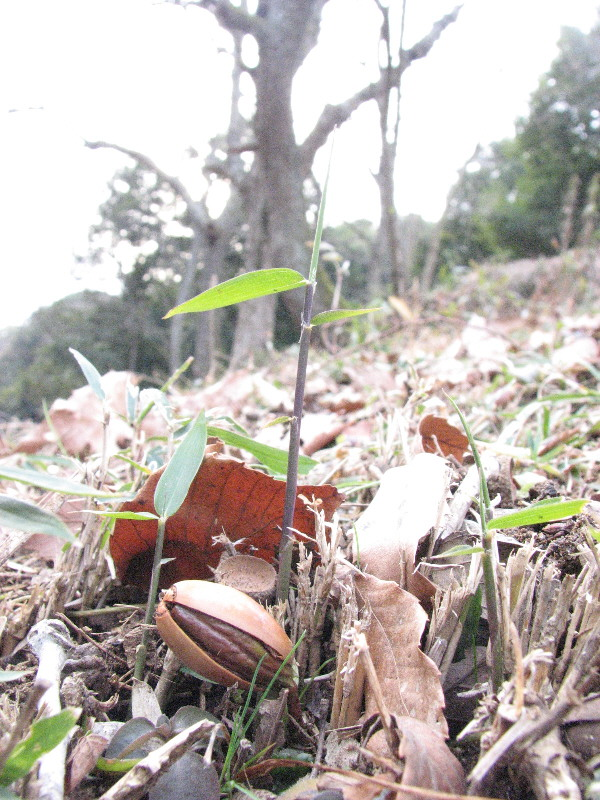
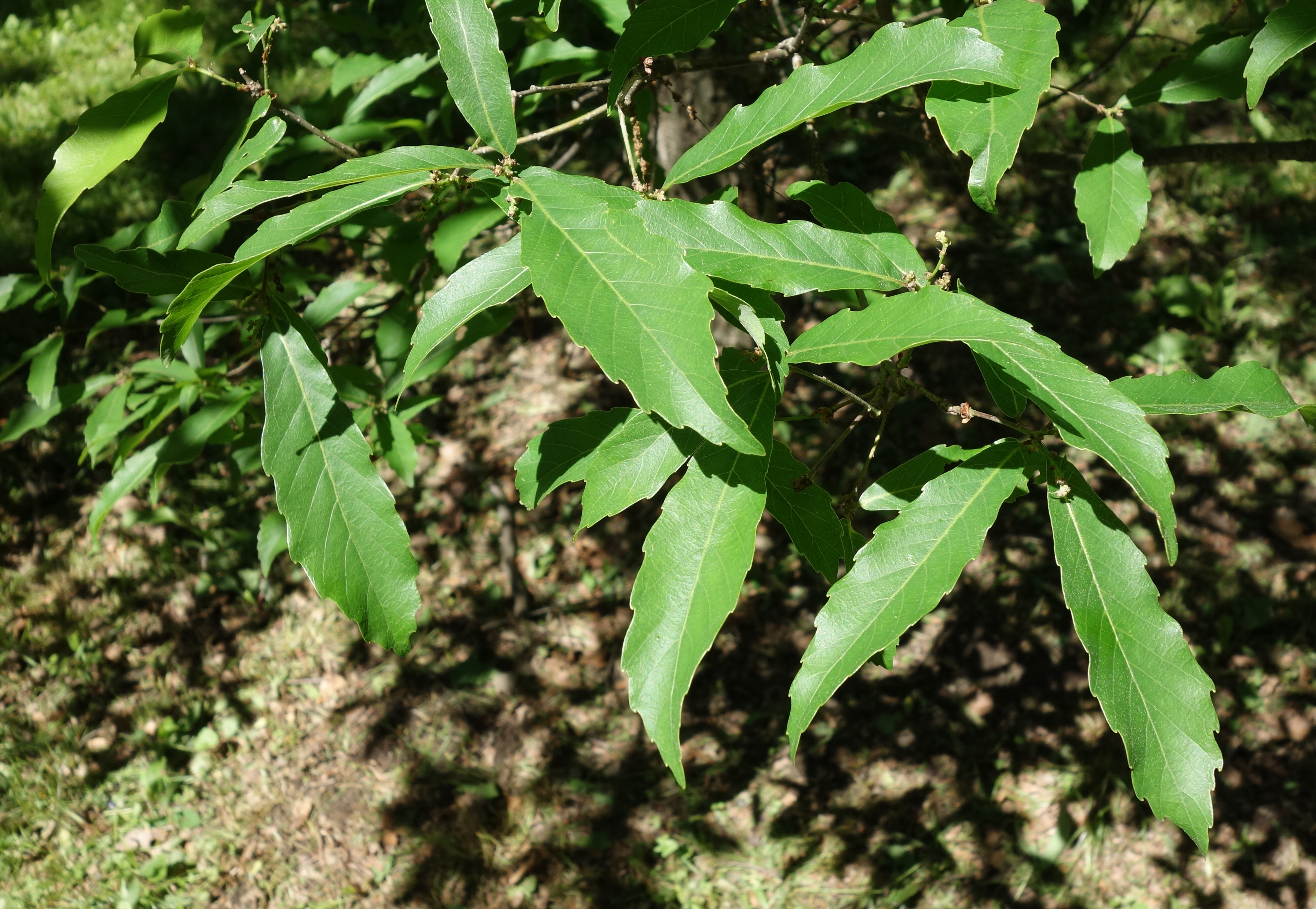